# Discoverer 11
Discoverer 11 (również: CORONA 9008) – amerykański satelita technologiczny. Stanowił część tajnego programu CORONA.

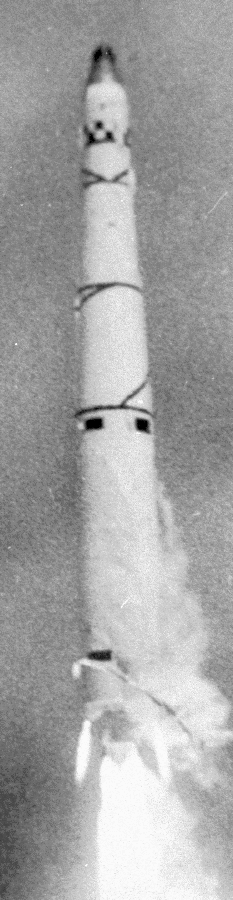
Start rakiety Thor Agena A z satelitą Discoverer 11, typu Corona KH-1, 15 kwietnia 1960.

## Przebieg misji
Statek miał sprawdzić działanie techniki wystrzeliwania, napędu, komunikacji i pracy na orbicie. W pełni zadziałał system kamer, m.in. dzięki zmianie rodzaju filmu z opartego na acetonie na oparty na poliestrze. Również baterie działały bez zarzutu, jednakże nie chciały uruchomić się silniczki sterujące, które miały skierować satelitę w odpowiednią stronę, przygotowując kapsułę do wejścia w atmosferę. W rezultacie nigdy jej nie odzyskano. Następnym razem zastąpiono silniczki rakietowe zbiorniczkami ze sprężonym azotem i usunięto sprzęt fotograficzny, żeby zrobić miejsce dla jeszcze większej liczby przyrządów. 
Awaria ta pociągnęła za sobą osobistą interwencję Zastępcy Dowódcy Sztabu Sił Powietrznych, generała Curtisa LeMaya, w zakładach Lockheeda. Domagał się podjęcia nadzwyczajnych kroków korekcyjnych i osobistego nadzoru kierownictwa Lockheeda nad eliminacją usterek. Lockheed zarządził dalsze testy w komorach środowiskowych i loty diagnostyczne kapsuł.
Statek przenosił także eksperyment TOD-3 (Transit-On-Discoverer), najpewniej na potrzeby programu TRANSIT.